# Церово (Софийская область)
Церо́во (болг. Церо́во) — село в Болгарии. Находится в Софийской области, входит в общину Своге. Население составляет 1335 человек (2022).

## Политическая ситуация
В местном кметстве Церово, в состав которого входит Церово, должность кмета (старосты) исполняет Борис Димитров Пешев (Болгарская социал-демократия) по результатам выборов правления кметства.
Кмет (мэр) общины Своге — Емил Цветанов Атанасов (Болгарская социалистическая партия (БСП), Национальное движение «Симеон Второй» (НДСВ), «ЛИДЕР», Зелёные, Политический клуб «Экогласность», Евророма) по результатам выборов в правление общины.